# Cathlamet
Cathlamet (kiejtése: kæθˈlæmɪt) az Amerikai Egyesült Államok északnyugati részén, Washington állam Wahkiakum megyéjében elhelyezkedő város, a megye székhelye. A 2010. évi népszámlálási adatok alapján 532 lakosa van.

## Történet
A településen egykor a kathlamet indiánok éltek. A települést 1792-ben fedezte fel W.R. Broughton hadnagy. Lewis és Clark expedíciójának ideérkezésekor 300–400 ember élt itt.
James Birnie, a Hudson’s Bay Company alkalmazottja 1846-ban telepedett le itt, az általa alapított kereskedőhely 1906-ig létezett. A korábban a Birnie’s Retreat nevet viselő település 1851-ben vette fel a Cathlamet nevet.
Cathlamet 1907. február 18-án kapott városi rangot. A Puget-szigetre vezető Julia Butler Hansen hidat 1938-ban adták át.

## Éghajlat
A város éghajlata mediterrán (a Köppen-skála szerint Csb).
| Hónap                         | Jan.  | Feb.  | Már. | Ápr. | Máj. | Jún. | Júl. | Aug. | Szep. | Okt. | Nov.  | Dec.  | Év    |
| ----------------------------- | ----- | ----- | ---- | ---- | ---- | ---- | ---- | ---- | ----- | ---- | ----- | ----- | ----- |
| Rekord max. hőmérséklet (°C)  | 17,2  | 22,2  | 25,6 | 31,1 | 34,4 | 36,7 | 38,9 | 39,4 | 37,8  | 31,1 | 22,2  | 17,8  | 39,4  |
| Átlagos max. hőmérséklet (°C) | 8,3   | 10,6  | 12,8 | 15,0 | 18,3 | 20,6 | 23,9 | 24,4 | 22,2  | 16,7 | 11,1  | 7,2   | 16,0  |
| Átlagos min. hőmérséklet (°C) | 0,6   | 0,6   | 2,2  | 3,9  | 6,7  | 8,9  | 11,1 | 11,1 | 8,3   | 5,0  | 2,2   | 0,0   | 5,1   |
| Rekord min. hőmérséklet (°C)  | −15,6 | −17,2 | −7,8 | −3,9 | −1,7 | 1,7  | 2,2  | 3,9  | −0,6  | −8,3 | −12,8 | −17,2 | −17,2 |
| Átl. csapadékmennyiség (mm)   | 205   | 150   | 141  | 103  | 70   | 47   | 18   | 20   | 44    | 107  | 229   | 226   | 1360  |
| Forrás: The Weather Channel   |       |       |      |      |      |      |      |      |       |      |       |       |       |

## Népesség
A 2010-es népszámláláskor a városnak 532 lakója, 258 háztartása és 136 családja volt. A népsűrűség 409,2 fő/km2. A lakóegységek száma 296, sűrűségük 227,7 db/km2. A lakosok 94,7%-a fehér, 0,2%-a afroamerikai, 0,9%-a indián, 1,1%-a ázsiai,  0,8%-a egyéb, 2,3%-a pedig kettő vagy több etnikumú. A spanyol vagy latino származásúak aránya 3,4% (   )
A háztartások 19,4%-ában élt 18 évnél fiatalabb. 41,5% házas, 8,9% egyedülálló nő, 2,3% egyedülálló férfi, 47,3% pedig nem család. 40,7% egyedül élt; 21,7%-uk 65 éves vagy idősebb. Egy háztartásban átlagosan 1,9 személy élt; a családok átlagmérete 2,52 fő.
A medián életkor 52,9 év volt. A város lakóinak 15%-a 18 évesnél fiatalabb, 4,2% 18 és 24 év közötti, 19,6%-uk 25 és 44 év közötti, 30,2%-uk 45 és 64 év közötti, 31%-uk pedig 65 éves vagy idősebb. A lakosok 45,3%-a férfi, 54,7%-a pedig nő.

## Nevezetes személyek
- James Birnie, szőrmekereskedő[17]
- Julia Butler Hansen, a képviselőház tagja[18]

## Fordítás
- Ez a szócikk részben vagy egészben  a   Cathlamet, Washington című angol Wikipédia-szócikk ezen változatának fordításán alapul.  Az eredeti cikk szerkesztőit annak laptörténete sorolja fel. Ez a jelzés csupán a megfogalmazás eredetét és a szerzői jogokat jelzi, nem szolgál a cikkben szereplő információk forrásmegjelöléseként.